# Barrie Mitchell
Pour les articles homonymes, voir Mitchell.
Barrie Mitchell est un dessinateur de bande dessinée britannique.

## Œuvre

### Albums
- Judge Dredd, scénario et dessins collectifs, Soleil Productions, collection Soleil US Comics, 2011-2013
- Les Rois de l'exploit, Aventures et Voyages, collection Mon journal

31. Le Sorcier du foot - Le Match de l'adieu, scénario collectif, dessins de Barrie Mitchell, 1980
32. Le Sorcier du foot - Les Lions se déchaînent, scénario collectif, dessins de Barrie Mitchell, 1981
40. Twisty - Hold-up à Burndean, scénario collectif, dessins de Barrie Mitchell, 1983
- Trophée, Aventures et Voyages, collection Mon journal

5. Trophée 5, scénario de Guy Lehideux et Georges Forrest, dessins de Guy Lehideux et Barrie Mitchell, 1972
6. Trophée 6, scénario de Guy Lehideux et Mario Basari, dessins de Guy Lehideux, Barrie Mitchell et Ruggero Giovannini, 1972
7. Trophée 7, scénario de Mario Basari, Michel-Paul Giroud et Reg Parlett, dessins de Barrie Mitchell, Ruggero Giovannini, Reg Parlett, Michel-Paul Giroud et Francisco Solano López, 1972
8. Trophée 8, scénario de Guy Lehideux, Mario Basari, Ken Mennell, Christopher Lowder et Dopi, dessins de Guy Lehideux, Barrie Mitchell, Ruggero Giovannini et Francisco Solano López, 1972
11. Trophée 11, scénario de Guy Lehideux et Mario Basari, dessins de Guy Lehideux, Barrie Mitchell, Ruggero Giovannini et Francisco Solano López, 1973
- Yataca, Aventures et Voyages, collection Mon journal

230. La grosse tête, scénario de Gil Page, dessins de Barrie Mitchell, John Stokes et Leslie Branton, 1987
231. À prix d'or, scénario de Gil Page, dessins de Barrie Mitchell, John Stokes et Leslie Branton, 1987
234. Flash Jordan, scénario et dessins collectif, 1987
246. Le Retour de Johnny Dexter, scénario de Barrie Tomlinson et Fred Baker, dessins de Barrie Mitchell, Yvonne Hutton, Mike White et Douglas Maxted, 1988